# Quest for Glory III: Wages of War
Quest for Glory III: Wages of War est un jeu vidéo hybride entre le jeu d'aventure et le jeu de rôle sorti en 1992 sur PC (sous DOS) et sur Macintosh.
C'est le troisième épisode de la série Quest for Glory.
Le jeu est réédité par Activision sur Windows dans la compilation Quest for Glory 1-5.

## Synopsis
Le paladin Rakeesh (mi-homme mi-lion) emmène le héros et prince de Shapeir dans sa contrée, le royaume tropical de Tarna (ressemblant fortement à l'Afrique).
Tarna est en temps de guerre depuis que les Simbani (tribu d'Uhura) s'opposent aux Hommes-Léopards. Chaque tribu possède une relique sacrée appartenant aux autres et refuse de rendre leur acquisition avant que l'autre tribu ne le fasse. Le Héros doit empêcher que le conflit n'éclate réellement et contrecarrer l'avancée d'un vil démon sur Tarna.

## Système de jeu
Dans Quest for Glory III, le joueur a le choix entre quatre classes de personnage : le Guerrier, le Paladin, le Magicien et le Voleur.

## Accueil
- Adventure Gamers : 3/5[1]